# Good Time (canção de Paris Hilton)
"Good Time" é um single de 2013 de Paris Hilton do seu segundo álbum de estúdio inédito. Foi lançado em 8 de outubro de 2013, pela Cash Money como o primeiro single do registro. A canção foi escrita e produzida por ela e Afrojack, com composições adicionais fornecidas por Hilton e Lil Wayne. Uma festa de lançamento foi realizada na casa noturna Create SBE em Hollywood em 8 de outubro. É o seu terceiro hit top 20 nos EUA Billboard Hot Dance/Electronic Songs.

## Antecedentes
Hilton disse aos Rolling Stones: "Para mim, essa música é tão cativante e divertida, do jeito que ela muda do pop para um verdadeiro número de dança."

## Recepção
| Críticas profissionais | Críticas profissionais |
| Avaliações da crítica  | Avaliações da crítica  |
| Fonte                  | Avaliação              |
| ---------------------- | ---------------------- |
| The Music Network      | [ 8 ]                  |
| Rolling Stone          | [ 1 ]                  |

Após o seu lançamento, "Good Time" recebeu críticas negativas de críticos de música. Natasha Shankar, do She Knows, deu ao videoclipe, embora não à música, um comentário positivo, dizendo "Então, do ponto de vista da dança, não é tão ruim. Mas Hilton tem algum talento. Ela não é uma Heidi Montag, pessoal. Mas eu gentil o suficiente para incluir o videoclipe, e não o single sozinho. Por quê? Porque, no mínimo, você consegue assistir a figura gloriosa de Hilton e fazer beicinho perfeito pelos próximos cinco minutos".
Mikael Wood, do Los Angeles Times, fez uma crítica negativa, dizendo que "com sua sucessão de clichês sonoros e líricos — "haters", "sexy girls", rabiscos de sintetizador de luz laser — a música nunca evoca algo que se aproxime de uma vibração recreativa; puramente um exercício de manutenção da marca, um feriado de trabalho que nem Lil Wayne pode aliviar com um verso convidado incrivelmente superficial em que ele admite, eu não posso te dizer o que é o que". Sam Lansky do Idolator fez uma análise muito positiva, dizendo que "A faixa produzida pelo Afrojack atinge marcas sólidas com sintetizadores frios que evocam o hit de 1996 de Gina G "Ooh Aah… Just A Little Bit" e letras que parecem quintessencialmente". Marc Hogan do Spin fez um comentário negativo chamando-o de "mudo e sem desculpas".

## Vídeo musical
O videoclipe de "Good Time" foi gravado em uma mansão em Hollywood Hills, e foi dirigido por Hannah Lux Davis. Foi lançado em 8 de outubro de 2013. os efeitos visuais foram criados pela GloriaFX. O videoclipe encontra Hilton seduzindo uma festa e arrulhando sugestivamente em uma batida de dança animada. No clipe, Hilton rola ao lado da piscina, agita alguns glowsticks e posa luxuosamente, enquanto Lil Wayne faz raps como: "Eu andei até uma bunda grande/E perguntei pra ela: 'Mas o quê?'" Hilton usa um maiô cravejado com cristais Swarovski. O vídeo estreou no RollingStone.com em 7 de outubro de 2013.

## Desempenho nas tabelas musicais
| Tabela musical (2013)                                 | Melhor posição |
| ----------------------------------------------------- | -------------- |
| Estados Unidos Hot Dance/Electronic Songs (Billboard) | 18             |